# Шахимардан
Шахимардан (на узбекски: Shohimardon или Шохимардон) е селище в Памиро-Алайската долина, Узбекистан.

## География
Градът и околностите му представляват малък анклав, обкръжен изцяло от територията на Киргизстан. Заедно с анклава Джангайл влизат в състава на Фергански район на Ферганска област.
Анклавът има площ от 90 км² и население от 5100 жители (1993), от които над 90% узбеки и 9% етнически киргизи.

## История
Според някои предания в Шахимардан е погребан халифът Али.